# Montigny-sur-Vence
 Montigny-sur-Vence  es una población y comuna francesa, en la región de Champaña-Ardenas, departamento de Ardenas, en el distrito de Charleville-Mézières y cantón de Omont.

## Demografía
| 173 | 152 | 134 | 117 | 151 | 158 |
| Para los censos de 1962 a 1999 la población legal corresponde a la población sin duplicidades (Fuente: INSEE [Consultar]) |     |     |     |     |     |